# Uma Árvore de Natal e uma Boda
Uma Árvore de Natal e uma Boda é um conto escrito pelo russo Fiódor Dostoiévski. A história é contada na primeira pessoa por um narrador e personagem. Esta história realista faz uso da ironia, usada para acentuar a crítica social do russo aos costumes da época, feita a partir de situações em uma festa de Natal.